# Revolver (The Beatles)
| Recensione                    | Giudizio      |
| ----------------------------- | ------------- |
| AllMusic                      |               |
| Blender                       |               |
| The Daily Telegraph           | · (Essential) |
| Paste                         | 100/100       |
| Piero Scaruffi                |               |
| Pitchfork                     |               |
| The Rolling Stone Album Guide |               |
| Sputnikmusic                  | · (classic)   |

Revolver è il settimo album del gruppo musicale britannico The Beatles, pubblicato nel 1966 e prodotto da George Martin; venne messo in commercio nel Regno Unito il 5 agosto 1966.
È unanimemente considerato uno dei capolavori dei Beatles nonché uno tra i dischi più importanti della musica pop: la rivista Rolling Stone lo ha inserito all'11º posto della lista dei 500 migliori album, mentre la rivista New Musical Express lo posiziona al 2º posto nella sua analoga classifica dei migliori 500 album; compare anche nel volume 1001 Albums You Must Hear Before You Die.
I Beatles registrarono Revolver dopo aver preso una pausa di tre mesi all'inizio del 1966, durante un periodo storico in cui Londra era la capitale culturale del mondo. Le canzoni dell'album riflettono l'interesse dei membri del gruppo nella sostanza psichedelica nota come LSD, le filosofie orientali e l'avant-garde, mentre affrontano temi come la morte e la trascendenza dai beni materiali. La decisione di non portare Revolver in tour li spinse a usare effetti come il double-tracking automatico, varispeed, registrazioni riprodotte al contrario, microfonaggio ravvicinato e altri espedienti tecnici difficili o impossibili da riprodurre dal vivo. Revolver inoltre presenta, per la prima volta nella discografia del gruppo di Liverpool, elementi di rock psichedelico che diventeranno predominanti nell'album Sgt. Pepper's Lonely Hearts Club Band dell'anno successivo.
Fra le canzoni più significative e innovative ci sono la psichedelica Tomorrow Never Knows, creata usando multipli loop di nastri controllati separatamente; Eleanor Rigby, una meditazione sulla solitudine la cui musica è arrangiata per ottetto d'archi senza la presenza di chitarra, basso e batteria; e Love You To, un'incursione nella musica classica indostana. Le sessioni di registrazione hanno inoltre prodotto il singolo Paperback Writer/Rain non incluso nell'album.

## Storia
Alla fine del 1965 le esibizioni dal vivo del gruppo erano divenute delle frustranti performance fra le urla assordanti del pubblico in delirio che relegava sullo sfondo la qualità dei musicisti: «Non ascoltano niente […] Sono impazziti e basta» avrebbe detto amaramente Lennon a proposito degli spettatori. Inoltre, come avevano affermato esplicitamente Lennon e Harrison ancor prima del secondo tour negli USA, cominciava a far breccia nei quattro musicisti la consapevolezza che i loro ininterrotti e ripetitivi impegni live impedissero l'evolversi delle capacità creative; come affermò George Harrison: «Non facciamo progressi perché suoniamo le stesse cose ogni giorno, ogni volta che suoniamo da qualche parte», e Lennon aggiunse: «Una volta che si sono fatti dei dischi, tocca riprodurli tali e quali. Non c'è spazio per l'improvvisazione o per il miglioramento dello stile».
Nel dicembre 1965 il gruppo si esibì nel Regno Unito per nove date in quella che sarebbe stata la loro ultima tournée in patria. Le tappe sincopate dei tour comprimevano l'energia inventiva concedendo loro poco spazio alla composizione dei brani che spesso era confinata nei ritagli di tempo. Pertanto la scelta di privilegiare l'elaborazione e la registrazione in studio si configurò come naturale e permise al gruppo di sfruttare al massimo la creatività, anche dal punto di vista non marginale delle risorse tecniche. Dopo questi concerti, i Beatles decisero di prendere un lungo periodo di riposo e di rientrare in sala di registrazione a partire dall'aprile 1966. Per ottemperare a precedenti impegni dovettero tornare a esibirsi negli Stati Uniti, ma rifiutarono ulteriori proposte di concerti dal vivo e il concerto del 29 agosto 1966 al Candlestick Park di San Francisco finì per essere il loro ultimo appuntamento in pubblico.
Sebbene la creazione di nuovi brani fosse, almeno nelle linee portanti, sempre meno il frutto di un impegno corale e sempre di più il risultato di una ricerca individuale, si era ancora lontani dal quel progressivo deterioramento dei rapporti personali che avrebbe portato quattro anni dopo all'implosione del gruppo: i Beatles costituivano ancora una formazione affiatata, avviata a raggiungere le vette artistiche del biennio '66-'67. E tuttavia la loro maturazione personale e artistica li rese consapevoli di essersi incamminati per sentieri diversi: Paul McCartney si era tuffato alla scoperta della musica classica e nello sperimentalismo, George Harrison viaggiava verso il misticismo favorito dall'immersione nella filosofia indiana, John Lennon era concentrato nell'esplorazione e l'espansione dei propri spazi interiori indotte dall'uso dell'acido lisergico; e Ringo Starr – il meno coinvolto in questa ricerca di nuovi percorsi culturali ed esistenziali – fungeva da essenziale trait d'union per controbilanciare eventuali forze centrifughe.
Come ebbe a dire il tecnico di studio Geoff Emerick – che giocò una parte rilevante nelle sonorità dell'album – «Dal giorno in cui uscì, Revolver cambiò per tutti il modo in cui si facevano i dischi. […] Nessuno aveva mai udito niente di simile».
Il lavoro costituisce anche il punto di equilibrio nelle dinamiche del duo Lennon e McCartney. Se il primo aveva fino ad allora rappresentato l'elemento più autorevole, e perciò a lui era riservata la linea vocale della traccia di apertura e quella di chiusura nella maggioranza degli album precedenti, dopo Revolver Paul avrebbe giocato un ruolo primario nella restante parte della carriera dei Beatles, e non solo dal punto di vista musicale.

## Stile musicale e contenuti
Pubblicato nel 1966 a otto mesi di distanza dal precedente album Rubber Soul (il più lungo intervallo fino ad allora intercorso fra la pubblicazione di due album del gruppo), secondo alcuni critici è il disco più bello da loro prodotto. Le soluzioni sonore create da George Martin e dai suoi tecnici, con le sue tecniche sperimentali rappresentano un'innovazione nel mondo della musica pop.
È George Harrison ad aprire l'album con Taxman (in questa canzone è Paul McCartney a suonare la chitarra solista), in cui esprime il suo disappunto nei confronti del fisco inglese (con buon senso dell'umorismo nero: «declare the pennies on your eyes» in riferimento ai soldi storicamente seppelliti con i defunti). Di Harrison sono anche la mistica Love You To, registrata insieme a un suonatore di tabla, che richiama le sonorità indiane e in cui compare per la seconda volta il sitar (la prima fu in Norwegian Wood, canzone di Lennon contenuta in Rubber Soul), e I Want to Tell You.
A Paul McCartney si devono invece numerosi pezzi melodici, quali Here, There and Everywhere (da lui considerata la sua migliore canzone di sempre), Good Day Sunshine, e For No One; ma anche il rock di Got to Get You into My Life, la celeberrima Eleanor Rigby (con ottetto d'archi in sottofondo) e la filastrocca Yellow Submarine, cantata da Ringo Starr, che sarà poi lo spunto iniziale da cui trarrà vita l'omonimo film d'animazione.
Ma i brani veramente lisergici, che fanno considerare Revolver un vero prototipo del rock psichedelico, sono quelli di Lennon: I'm Only Sleeping, con nastri di chitarra registrati al contrario; She Said She Said, che si ispira a un trip di LSD; Doctor Robert, in cui si parla di un "dottore lisergico"; e soprattutto Tomorrow Never Knows, pezzo psichedelico per eccellenza, ispirato al Libro dei morti della cultura tibetana. Il pezzo è basato sul solo accordo di do maggiore.
Secondo George Harrison, Revolver avrebbe tranquillamente potuto intitolarsi Rubber Soul Volume 2. In effetti l'album è un ampliamento degli aspetti più innovativi del precedente, il primo album dei Beatles "più maturi".
L'edizione statunitense di Revolver, pubblicata tre giorni dopo l'uscita ufficiale nel Regno Unito, conteneva solo undici pezzi pur presentando una identica copertina; i tre pezzi mancanti (I'm Only Sleeping, And Your Bird Can Sing e Doctor Robert) erano già stati editi nella raccolta pubblicata per il solo mercato statunitense a giugno 1966 e intitolata Yesterday and Today. Revolver fu l'ultimo disco dei Beatles a presentare tracce differenti fra l'edizione Parlophone e l'edizione Capitol.

## Copertina

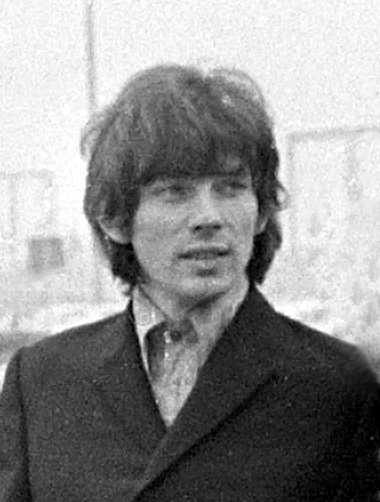
Klaus Voormann, 1967

L'illustrazione che funge da copertina per il disco, primo esempio di "arte beatlesiana", è opera di Klaus Voormann ed è segno evidente di un passo ulteriore verso la psichedelia di Sgt. Pepper's Lonely Hearts Club Band. Bassista e artista tedesco, Voormann era amico dei Beatles dai giorni in cui la formazione suonava al Kaiserkeller di Amburgo e lui era un giovane studente di scuola d'arte. La creazione di Voormann tendeva a mettere in risalto i capelli, che erano un tratto distintivo dei Beatles, e il risultato finale risultò composto dal disegno dei quattro volti eseguito a inchiostro di china assieme a un collage di immagini dei musicisti ritagliate da giornali e riviste e di qualche fotografia originale, con una scelta cromatica in controtendenza dato che il tutto era in bianco e nero in un periodo in cui sulle copertine predominava invece un abbondante uso dei colori. Il viso di Voormann, come anche la sua firma (Klaus O. W. Voormann), sono visibili tra i capelli di George Harrison sul lato destro, sotto le labbra di Lennon. Per quella copertina Voormann ricevette un Grammy Award.
Fu inclusa nella lista delle "The 50 Worst Album Covers of All Time" della rivista Rolling Stone.

## Titolo
Il termine revolver scelto per il titolo è un gioco di parole (come lo era stato anche per Rubber Soul) riferito sia al revolver come tipo di pistola sia al movimento rotatorio (in originale "revolving") che compie un disco sul piatto di un giradischi. Il titolo dell'album non fu facile da trovarsi. Originariamente era stato scelto il titolo Abracadabra, ma poi i Beatles si accorsero che era già stato usato da un'altra band e lo scartarono. Vennero considerati Freewheelin' Beatles e Bubble and Squeak. Lennon propose Four Sides of the Circle, Starr scherzosamente suggerì After Geography, un ironico riferimento al recente Aftermath dei Rolling Stones. Altre proposte prese in esame furono Magical Circles, Beatles on Safari, Pendulums, Fat Man and Bobby, Rock'n'roll Hits of '66 e infine, su suggerimento di Paul, Revolver, titolo che mise tutti d'accordo.

## Brani

### Taxman
Da un rendiconto del loro studio di commercialisti, i Beatles scoprirono di versare allo Stato il 95% dei loro guadagni. George Harrison, effettuando una curiosa inversione di ruoli, con Taxman (Esattore) si incaricò di mettere in musica l'irritazione per un prelievo fiscale ritenuto eccessivamente oneroso e perciò ingiusto. Il testo del pezzo, velenoso e corrosivo, prende di petto senza giri di parole il sistema tributario inglese e suona come un equanime atto di accusa nei confronti delle due principali forze politiche i cui leader (il laburista Wilson e il conservatore Heath) vengono esplicitamente richiamati. Il coretto di John e Paul che cita i nomi dei due esponenti politici fu sovrainciso il terzo giorno di registrazioni, in un breve spazio precedentemente occupato da un veloce ritornello vocale (come si può ascoltare nella versione del brano pubblicata su Anthology 2, il ritornello recitava «Anybody gotta bit of money», ripetuto tre volte).
Il brano venne inciso nei giorni 20-22 aprile; il 16 maggio, in testa al nastro fu montato il conteggio iniziale assieme a rumori e a qualche colpo di tosse di McCartney, e questo provvide a dare al brano il sapore di un'esecuzione live in sala di registrazione. La versione quasi definitiva si interrompeva bruscamente; per ovviare a questo troncamento fu deciso di duplicare dalla sezione mediana il notevole assolo di chitarra di Paul – che, in omaggio a George, aveva suonato lo strumento in modo da fargli assumere l'aroma di un sitar – e montarlo in coda al pezzo.

### Eleanor Rigby

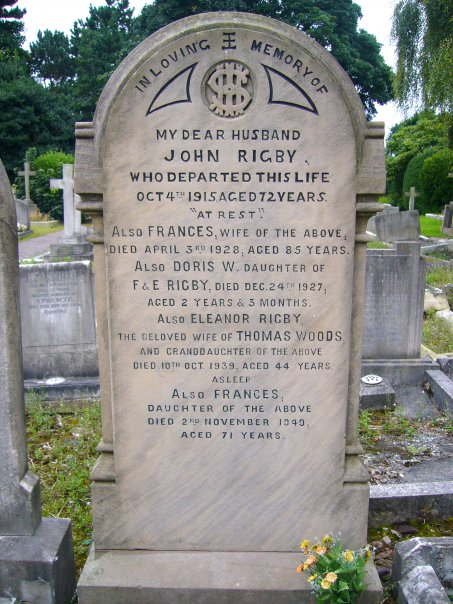
La lapide di Eleanor Rigby nel cimitero di St Peter’s, Liverpool

Dramma della solitudine, in una grigia ambientazione lontana dalle abituali atmosfere solari e multicolori che echeggeranno anche nello stesso Revolver e ancora più in là, Eleanor Rigby è una creazione di McCartney dal punto di vista melodico, dell'arrangiamento e del testo, anche se in questo un po' tutti fornirono un loro contributo (John, senza molto credito, sostenne addirittura di averne scritto il 70 per cento). A quanto dichiara l'autore, il titolo (in origine il personaggio si chiamava Miss Daisy Hawkins), sarebbe la fusione del nome di Eleanor Bron – che recitò con i Beatles nel film Help! – e quello colto da Paul sull'insegna del negozio Rigby & Evens Ltd a Bristol. Ma negli anni ottanta fu trovata nel cimitero della chiesa di St Peter’s a Liverpool una lapide intitolata a una certa Eleanor Rigby, morta nel 1939. C'è chi suggerisce, date le frequentazioni del luogo, che il nome possa essere stato visto e rimasto impresso a livello inconscio.
Nonostante i suoi ventitré anni e lo stile di vita, grazie al suo passato di boy scout Paul conosceva la terza età e spesso era a contatto con anziane signore dalle quali ascoltava volentieri storie del loro passato recente e remoto, racconti che restavano immagazzinati nel suo cervello in attesa di essere rielaborati. Spunti per il testo derivano dalla testimonianza oculare dell’amico di John Pete Shotton: quest’ultimo suggerì il nome McKenzie, Ringo Starr fornì l’idea del prete che rammenda i calzini, George Harrison contribuì con il verso «ah, look at all the lonely people» – che venne registrato in coro da John e da George, assieme alla linea vocale di Paul che venne successivamente rifatta il 6 giugno. E così pian piano nella mente di Paul si formarono i quadri struggenti di una vecchia zitella, intristita dal trascorrere del tempo, a cui non rimangono che le briciole dell'altrui felicità e che dopo la morte verrà sepolta in solitudine («Nobody came»). E di padre McKenzie – anch'egli solo, inascoltato ed emarginato – ritratto in due momenti che ne sottolineano l'isolamento e la grossolanità, finché tutto si dissolverà nel finale tetro «No-one was saved» («Nessuno si salvò»).
Per evidenziare le atmosfere malinconiche, Paul chiese aiuto a George Martin perché gli scrivesse una partitura per archi nella quale questi sostenessero la canzone. La richiesta così formulata richiamò a Martin la colonna sonora del film di Truffaut Fahrenheit 451 composta da Bernard Herrmann, e il produttore convocò per il 28 aprile negli studi di Abbey Road due quartetti d'archi, da cui scaturì il celebre ottetto; in quell'occasione si fece ricorso a efficaci tecniche di cattura del suono tanto innovative da provocare lo sconcerto degli strumentisti.
Per la canzone Paul McCartney avrebbe ricevuto nel 1966 il Grammy Award per la migliore interpretazione vocale dell'anno. Nel 2000, Eleanor Rigby ricevette il Grammy Hall of Fame: il compositore Howard Goodall definì Eleanor Rigby una «versione urbana di una ballata tragica nel modo dorico».

### I'm Only Sleeping
Inno all'indolenza, costituisce la confessione di John Lennon della propria vita trascorsa a casa a impigrire, preferibilmente a letto fra sonno, letture e TV.
La base, registrata il 27 aprile, e la parte vocale di John, inserita due giorni dopo, subirono poi diverse ed elaborate sovraincisioni. Durante un riversaggio, accidentalmente il nastro della canzone fu fatto partire dal tecnico alla rovescia, e questo incidente – come in genere le casualità che avvenivano in studio – divenne parte del brano e abitudine che nel futuro avrebbe raggiunto in qualche caso livelli esasperati. In questa occasione, però, il nastro rovesciato funse da ispirazione per George che elaborò la notazione di un assolo, poi invertì la partitura riscrivendolo al contrario, e infine suonò la linea di chitarra che all'apparenza è un nastro fatto scorrere a ritroso ma che è invece una parte strumentale suonata normalmente. Il prodotto finale fu trattato col vari-speed per conferire brillantezza al suono.
Il tema della pigrizia, fulcro della canzone, ritornerà con ben altra pesantezza in I’m So Tired del White Album, ma con un Lennon non più beato sognatore sotto l'influsso dell'LSD ma tormentato dall'insonnia.

### Love You To
Nel 1965, il musicista californiano e membro dei Byrds David Crosby aveva introdotto Harrison alla musica del celebre sitarista Ravi Shankar, e George, che si era già cimentato in esecuzioni con il sitar, ne aveva tratto ulteriori spunti per la composizione di un brano dalle classiche sonorità indiane.
Non è la prima volta che lo strumento appare in un pezzo dei Beatles (era presente già in Norwegian Wood, anche se mescolato a melodie occidentali), ma in questa circostanza l'atmosfera è più uniforme, essendo stata composta da Harrison per il sitar – gli strumenti occidentali sarebbero stati aggiunti in seguito. In Granny Smith (questo il titolo provvisorio, come provvisori saranno i titoli di molti dei pezzi di Harrison), l'autore al sitar si avvale della collaborazione di Anil Bhagwat, un suonatore indiano di tabla a cui fu richiesta un'esecuzione alle percussioni come se stesse accompagnando Ravi Shankar. Il 13 aprile, due giorni dopo la registrazione della versione base – che risultò essere quella definitiva –, il pezzo fu ritoccato con le sovraincisioni di una breve linea vocale di Paul e dei tamburelli suonati da Ringo.

### Here, There and Everywhere
Al repertorio dei Beatles appartiene un numero considerevole di canzoni d'amore fra le quali alcune che conseguirono un successo rilevante e che a distanza di tanti anni restano delle pietre miliari – Girl, Something, Michelle le più celebri e ricordate – perciò può risultare non immediatamente comprensibile la considerazione di Paul McCartney nei confronti della propria creazione. L'autore ritiene infatti Here, There and Everywhere la preferita fra tutte le canzoni da lui scritte, persino migliore di Yesterday, che nella sua personale classifica segue a ruota. E, cosa inusuale visti i rapporti di rivalità musicale, anche John la considerava fra le canzoni che prediligeva.
Composta da Paul a bordo della piscina di Kenwood in attesa del risveglio di John, è un brano che appartiene al suo stile melodico e che presenta interessanti soluzioni armoniche delle quali l'autore è in debito nei confronti dei Beach Boys, in particolare di God Only Knows dell'album Pet Sounds. McCartney riconosce anche di essersi richiamato a certe melodie che Julia Stanley, la madre di John Lennon, insegnava ai due chitarristi in erba.
Durante le riprese del film Help! effettuate in Austria, Lennon ascoltò la melodia incisa su nastro e, al contrario delle sue solite valutazioni critiche e negative, ne dette un parere lusinghiero .
L'incisione richiese tre sedute di registrazione che videro alternarsi Paul alla voce e al basso, e gli altri tre che si esibirono ognuno al proprio strumento, in cori e in schiocchi delle dita.

### Yellow Submarine

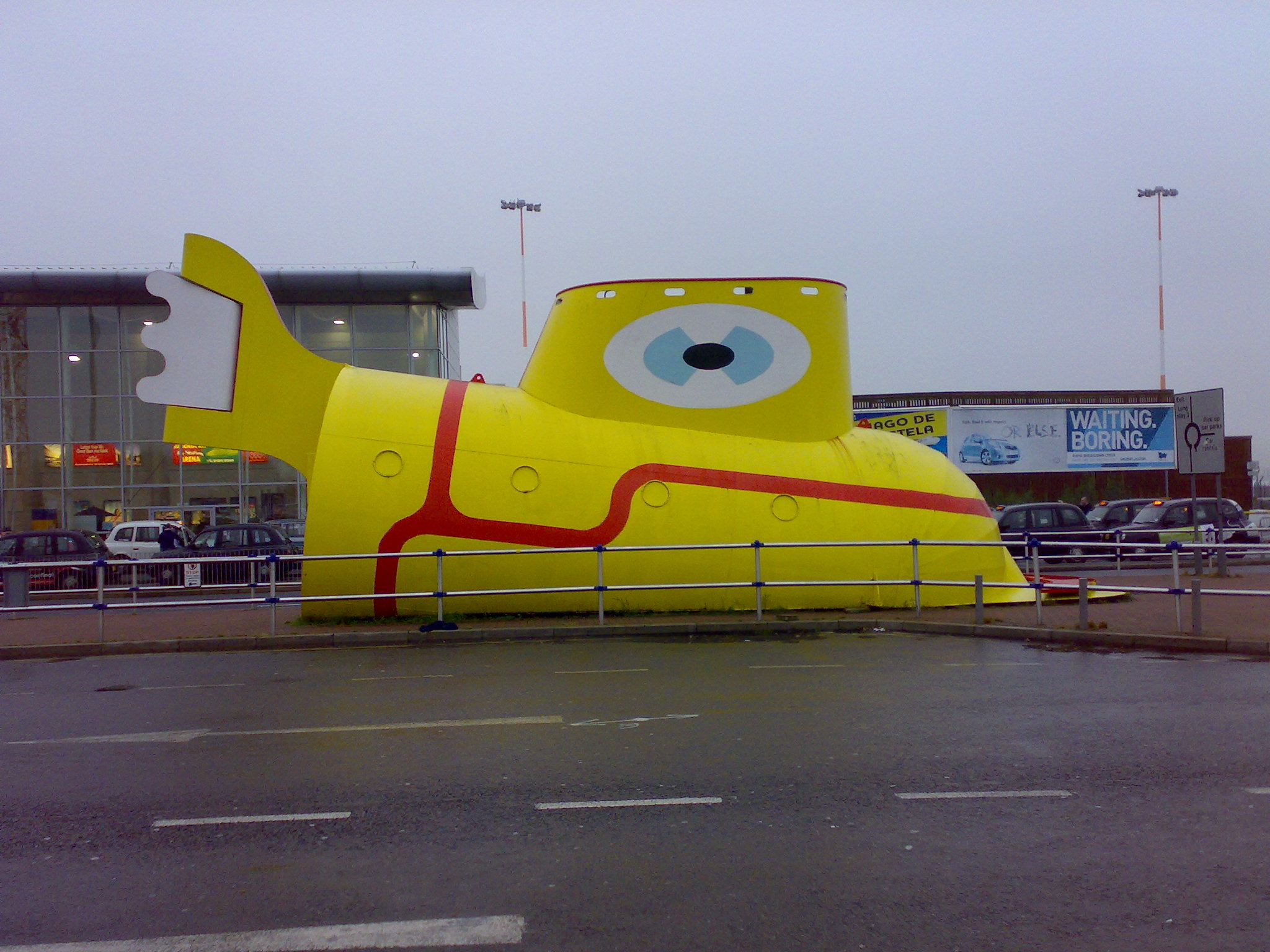
La scultura dello “Yellow Submarine” all’aeroporto di Liverpool (2007)

Singalong song, adatta perciò a essere cantata in coro, Yellow Submarine fu concepita da Paul in una fase di dormiveglia e poi elaborata in forma di allegro motivetto per bambini in cui si narrano le avventure nella “terra dei sottomarini” sperimentate sulla scorta dei racconti di un vecchio marinaio. L'andamento bandistico richiama Rainy Day Woman Nos. 12 and 35, contenuto nell'album di Bob Dylan Blonde on Blonde di recente pubblicazione. Ai testi collaborò anche Donovan con uno dei versi che chiudono la canzone («Sky of blue and sea of green / in our yellow submarine»). Melodicamente semplice e godibile, fu ritenuta adatta alle possibilità di Ringo che eseguì la linea vocale principale.
Un ruolo chiave per la ricchezza della canzone assumono gli effetti sonori che riempirono la parte centrale. Il 1º giugno ci fu un'incursione in uno stanzino di Abbey Road in cui si teneva di tutto al fine di produrre gli effetti audio più vari. Là i Beatles trovarono delle catene, campane e campanacci e una vasca da bagno che fu riempita d'acqua; e Alf Bicknell, autista del gruppo, trascinò le catene dentro la vasca mentre Brian Jones, Marianne Faithfull e Pattie Boyd facevano tintinnare bicchieri e John Lennon soffiava con una canna in un secchio d'acqua producendo bolle di sapone, il tutto condito da stravaganti comandi navali («Full speed ahead, Mr. Boatswain, full speed ahead» e «Cut the cable, drop the cable!») e seguito da alcuni secondi di una marcia bandistica. La tecnica di incisione della banda militare precorse il procedimento di registrazione delle calliopi in Being for the Benefit of Mr Kite!; individuato il nastro da riprodurre, per non incorrere nella violazione del copyright il tecnico Geoff Emerick provvide a tagliarlo in pezzi che furono lanciati per aria e poi riattaccati a casaccio. Incredibilmente, il risultato finale si avvicinò moltissimo alla versione originaria.

### She Said She Said

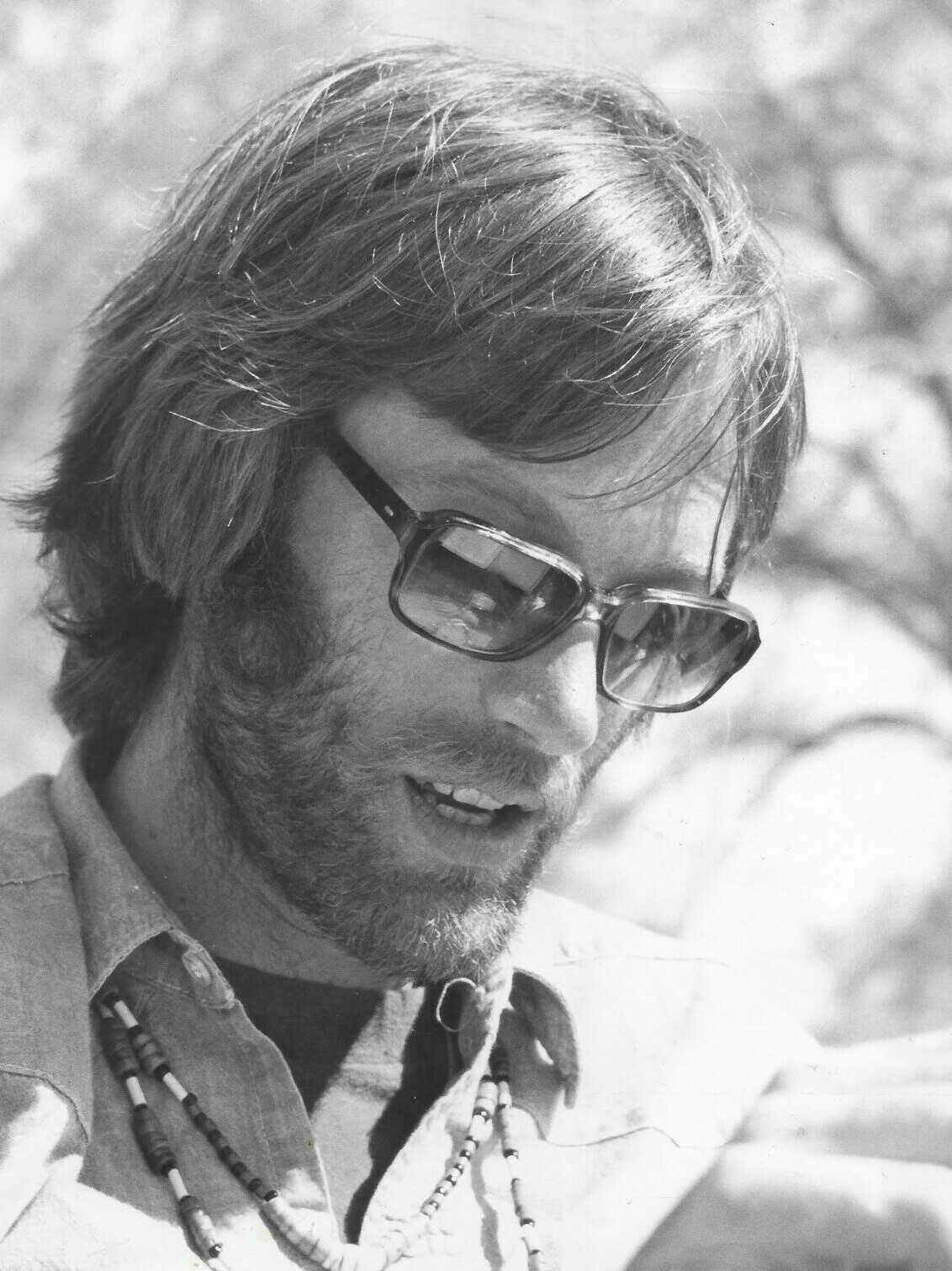
Peter Fonda, 1970

Il 24 agosto 1965, durante il loro secondo tour americano, i Beatles si trovavano nella villa di Beverly Hills appartenuta a Zsa Zsa Gábor, in compagnia di parecchi ospiti fra i quali David Crosby e Roger McGuinn dei Byrds e Peter Fonda. In quell'occasione John, George e Ringo fecero un viaggio con l'LSD assieme a Peter Fonda e l'attore americano, rievocando un suo gravissimo incidente da bambino con un'arma da fuoco, insisteva nel sussurrare ai due Beatles la propria cognizione dell'essere morto («I know what it's like to be dead»), mentre John e George lo invitavano seccamente a smetterla con quei discorsi. Questo sgradevole scambio di battute rimase impresso nella mente di John e, pare, si associò all'esperienza spaesante della “perdita dell'ego” indotta dall'LSD e provata agli inizi del 1966. Una volta sbollita l'irritazione, Lennon richiamò dalla memoria lo scontro con Fonda, provvide a effettuare un cambiamento di genere del soggetto (da he a she), e vi costruì attorno il pezzo dotandolo di un passaggio di tempo nel middle eight dai 4/4 a 3/4 (come a rendere musicalmente le alterazioni percettive causate dall'LSD) e registrandolo poi in un'unica seduta di incisione, l'ultima per Revolver, il 21 giugno 1966.
Anche se gli archivi della EMI non registrano il fatto, Paul ricorda che a causa di un battibecco non partecipò in nulla alla registrazione del brano.

### Good Day Sunshine

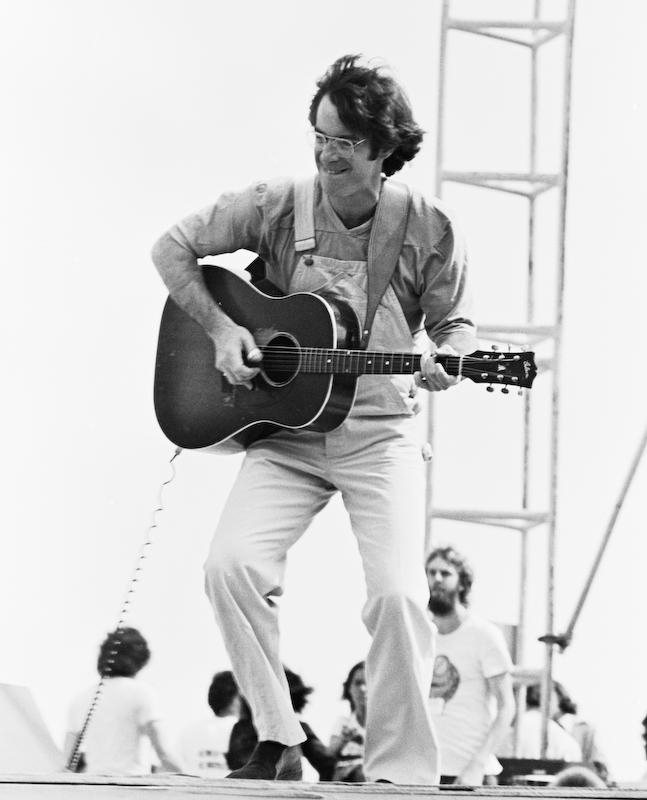
John Sebastian (1979)

Il brano si inquadra nell'estate del 1966, stagione in cui raggiunsero un alto indice di popolarità pezzi di segno e fattura simili: Sunshine Superman di Donovan, Sunny Afternoon dei Kinks, Lazy Sunday Afternoon degli Small Faces e soprattutto Daydream dei newyorkesi Lovin’ Spoonful. Proprio da quest'ultimo brano Paul McCartney avrebbe riconosciuto in epoca successiva di essere stato influenzato nella composizione di Good Day Sunshine. Eppure lo stesso John Sebastian – il leader del gruppo statunitense che aveva conosciuto i Beatles quando questi erano in tournée negli USA – avrebbe individuato l'ispirazione originaria di Good Day Sunshine solo a seguito dell'ammissione di Paul, riconoscendo così implicitamente la ricca e creativa personalità dei Beatles e il loro talento nell'elaborazione compositiva.
Creato in una giornata piena di sole con l'ausilio del pianoforte che Lennon aveva nella sua dimora di Weybridge e portato in sala di incisione con il titolo A Good Day's Sunshine, il brano necessitò di due sole sedute di registrazione – il 9 giugno – per essere completato. La seconda seduta vide la sovraincisione alla base ritmica di una breve parte di piano in stile honky tonk suonato da George Martin per la sezione centrale del pezzo e l'aggiunta di battimani e cori eseguiti da George, John e Ringo.

### And Your Bird Can Sing
Altro pezzo brillante, nato col titolo You Don't Get Me, per le sonorità, le armonie e l'uso delle voci fu concepito come un omaggio ai Byrds. Il testo richiama quello di Corinne, Corinna, un blues di vecchia data ereditato dai Quarry Men nella versione di Blind Lemon Jefferson.
Lennon aveva ricevuto in regalo dalla moglie un uccello meccanico racchiuso in una gabbia dorata, e fu questo lo spunto da cui nacque il brano che venne registrato la prima volta il 20 aprile; ma i nastri furono considerati insoddisfacenti e perciò dopo una settimana si provvide al rifacimento dell'intero pezzo. In seguito fu svalutato dal suo autore John Lennon che lo definì causticamente “uno scarto”. Lungi dall'essere tale, la composizione è solida e convincente. Cadenzate dal tamburello di Ringo, le due chitarre tessono una trama di arpeggi mordenti, inseguendo con i loro incisivi controcanti la linea vocale di John, e il tracciato musicale si conclude eccentricamente con una nota di sottodominante che lascia un sapore di incompiutezza, seguita in dissolvenza dalla tonica ripetuta dal basso. Resta insicura l'individuazione dei due chitarristi che eseguono le linee soliste, anche se si tende ad accreditarle a George Harrison e Paul McCartney.

### For No One

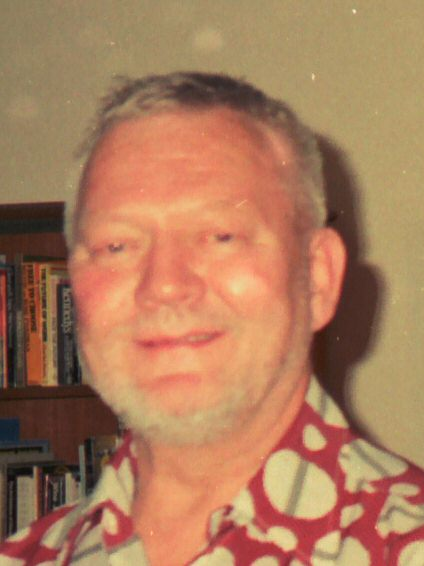
Alan Civil nel 1987

Fu in Svizzera, dove era andato in vacanza con la fidanzata Jane Asher, che Paul McCartney compose For No One. Concepita con il titolo Why Did It Die?, musicalmente presenta una linea iniziale discendente di basso che verrà ripresa in A Day in the Life e ha un testo biograficamente premonitore che raffigura i quadri dolenti della separazione fra due amanti.
In sala di incisione Paul il primo giorno si trovò solo con Ringo e assieme registrarono la base. Incisa la voce il 16 maggio, tre giorni dopo la canzone venne completata con l'assolo di corno francese suonato da Alan Civil, che si trovò a fronteggiare situazioni inusuali e istruzioni non facilmente comprensibili per uno strumentista – Civil era il primo cornista della London Philharmonic Orchestra – abituato a registrare musica sinfonica in circostanze ordinarie. Anche in questo caso il motivo non termina con la nota tonica ma si conclude con la sensibile sull'accordo di dominante.

### Doctor Robert
Come sempre accadeva, per scrivere le proprie canzoni Lennon prendeva spunto da situazioni reali. Per la composizione di Doctor Robert, John si ispirò a due personaggi che negli Stati Uniti svolgevano le stesse pratiche soddisfacendo i loro assistiti attraverso l'uso di sostanze stimolanti. Uno era il dottor Max Jacobson, noto anche come doctor Feelgood, con una lista di clienti notissimi fra cui il presidente Kennedy e Tennessee Williams; l'altro, Robert Freymann, esercitava in una discreta clinica sulla Settantottesima East di New York, nella quale riceveva illustri pazienti ai quali iniettava un cocktail di vitamine miscelate ad anfetamine, al tempo in cui la somministrazione di anfetamine, purché in quantità misurata, non costituiva ancora un reato. Il dottor Freymann destò la curiosità di Lennon che con soddisfazione ne divenne cliente. Dietro al Dottor Robert si potrebbe anche celare John Riley, il dentista che nel 1965 somministrò a Lennon e a Harrison dell'LSD a loro insaputa.
Il pezzo fu registrato in due sedute a metà aprile. Tutti e quattro i Beatles vi parteciparono suonando i rispettivi strumenti, e la voce è ovviamente di Lennon. La tessitura armonica del brano registra il costante variare della tonica, inizialmente un La che si sposta a Fa diesis 7, approda a un Si per concludere con un Mi minore 7. E Doctor Robert è la quarta composizione consecutiva che termina in una tonalità diversa da quella iniziale.

### I Want to Tell You
Anche in questo caso George non aveva un titolo per la sua terza composizione da inserire in Revolver. Così il pezzo fu temporaneamente chiamato col nome di una qualità di mele, Laxton's Superb, e il 2 giugno i Beatles registrarono cinque piste della base, fra le quali fu scelta la terza come la migliore. Furono quindi sovraincise le parti vocali – la voce solista di George e i cori di John e Paul – e vennero poi aggiunti dei battimani eseguiti da tutti e quattro i musicisti. Nella seduta del giorno successivo fu aggiunta da Paul una breve linea di basso e il pezzo cambiò nome, diventando (ancora provvisoriamente) I Don't Know, titolo adatto per un testo che esprime la difficoltà in determinate circostanze di razionalizzare il proprio pensiero e di comunicarlo con chiarezza. Ma in fondo anche il titolo finale I Want to Tell You riassume il senso del testo e, se rapportato al precedente I Don't Know, evidenzia la contraddizione fra le cose da dire e la maniera di manifestarle, e soprattutto la scissione fra i differenti piani in cui la comunicazione si realizza. In questo senso affiorano elementi della filosofia indiana che in George Harrison era già diventata – e sempre più sarebbe stata – un tratto culturalmente e musicalmente distintivo.
Paul McCartney confessa le proprie difficoltà iniziali nell'esecuzione del pezzo a causa di un tempo irregolare che in alcuni passaggi dava l'impressione di non essere né in quattro quarti né in tempo composto.

### Got to Get You into My Life

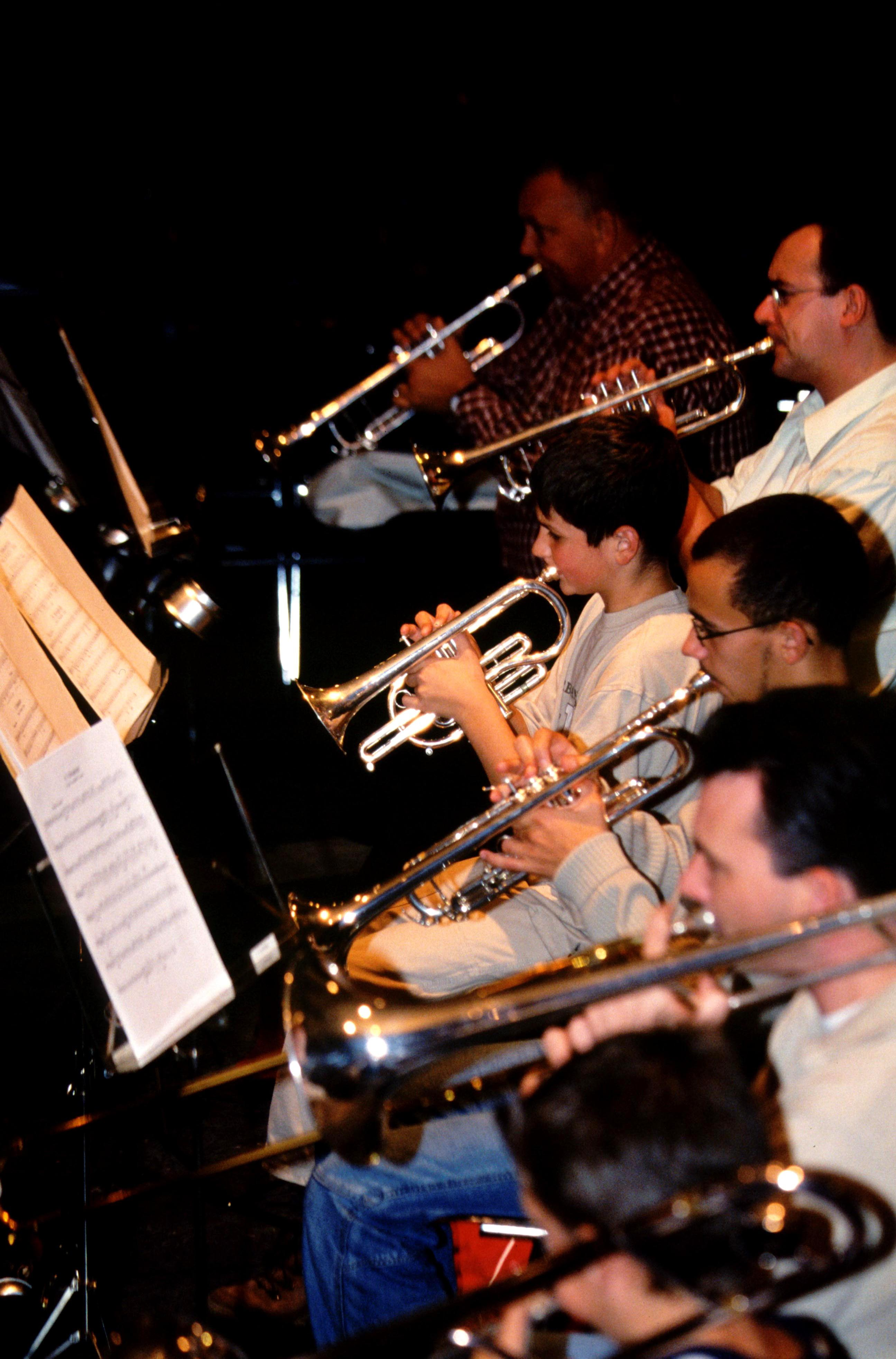
Gli ottoni, usati per un sound Motown

La complessità musicale del pezzo è denunciata dai due mesi e dalle sei sedute di registrazioni che ci vollero per giungere alla versione definitiva e che videro manipolazioni e rifacimenti dei nastri iniziali. Scritto da McCartney, il risultato finale fu apprezzato da Lennon che lo definì in un'intervista «una delle sue migliori canzoni».
Paul McCartney si era ispirato a Where Did Our Love Go? e Baby Love delle Supremes e aveva creato il testo come un'«ode all'erba». La composizione musicalmente si rifaceva allo stile Motown, perciò si rese necessario integrare con degli ottoni le chitarre della base ritmica posta su nastro il 7 aprile. Passò più di un mese di decantazione e di riflessione e il 18 maggio fu convocata nello studio di Abbey Road una sezione di cinque fiati – tre trombe e due sax tenori – a cui fu sostanzialmente chiesto di improvvisare, dato che non c'era una partitura scritta ma solo le indicazioni di Paul che al piano coordinava sax e trombe indicando agli strumentisti una linea musicale da seguire. L'incisione dei fiati avvenne con i microfoni direttamente dentro la campana degli strumenti e fu una tecnica innovativa rispetto alla posizione dei microfoni tradizionalmente posti a circa un metro di distanza dai fiati. Trombe e sassofoni, che dettero un'impronta jazz al pezzo, dopo un altro mese furono rimpinguati con artifici tecnici nell'ultima seduta in cui il brano venne rifinito e ultimato. Era il 20 giugno.

### Tomorrow Never Knows

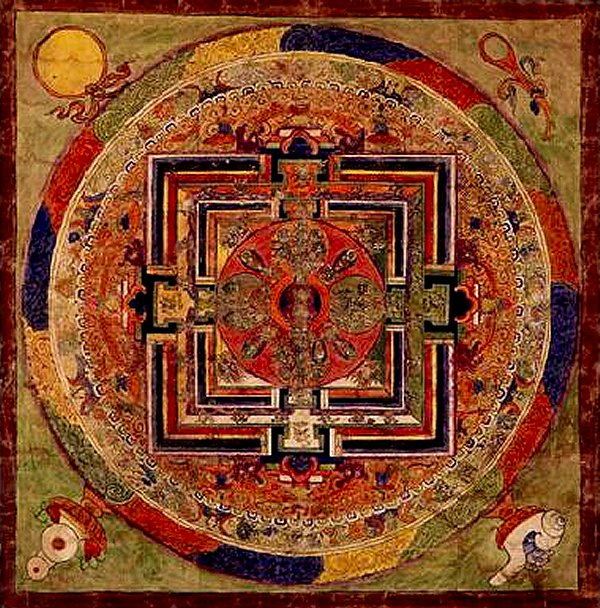
Il Libro tibetano dei morti

Tomorrow Never Knows, ricco di sonorità indiane, chiude in grandezza l'album Revolver, anche se fu il primo pezzo a essere inciso per il disco. Lo spunto di Lennon derivava dalla lettura del libro di Timothy Leary The Psychedelic Experience: A Manual Based on the Tibetan Book of the Dead, libro apparso nel 1964 che riprendeva Il Libro tibetano dei morti, testo sacro dei buddisti usato per rasserenare i morenti nella loro transizione all'altra vita. Nel suo manuale, Leary reinterpretava l'opera indiana adattandola all'annullamento del proprio ego ottenibile con l'uso dell'LSD. A pagina 14 Lennon si trovò a leggere: «Whenever in doubt, turn off your mind, relax, float downstream», e rimase così impressionato che ne volle fare i versi di apertura della sua composizione, Tomorrow Never Knows, il cui titolo si deve a Ringo Starr. Si trattò di una sua fulminante battuta a una conferenza stampa nel febbraio del 1964, pronunciata a proposito della indeterminatezza dell'avvenire e che Lennon archiviò nella propria mente a futura memoria.
Le sedute di registrazione di Mark I (titolo provvisorio del brano) realizzate il 6 e 7 aprile rappresentano, sotto il profilo dello sperimentalismo musicale e tecnico, il livello più alto mai raggiunto fino a quel momento in una sala di incisione. Già il 6 aprile aveva visto la registrazione di tre nastri di fattura notevolissima, secondo quanto riferisce Mark Lewisohn.

Il giorno dopo, Paul McCartney – che utilizzando il registratore portatile Brenell aveva cominciato a incidere e manipolare suoni, e a costruire dei tape loop amatoriali – portò nello Studio Tre di Abbey Road i nastri prodotti, cinque dei quali furono usati simultaneamente su altrettanti registratori: un suono stridente come l'urlo di un gabbiano (le fonti non concordano sul fatto che si tratti del grido di un vero gabbiano, di una risata velocizzata di Paul oppure di una chitarra distorta), un Mellotron regolato sul registro dei flauti, un altro Mellotron sul registro degli archi, l'accordo di un'orchestra, e l'arpeggio di un sitar. Paul così descrive il clima di quella seduta:

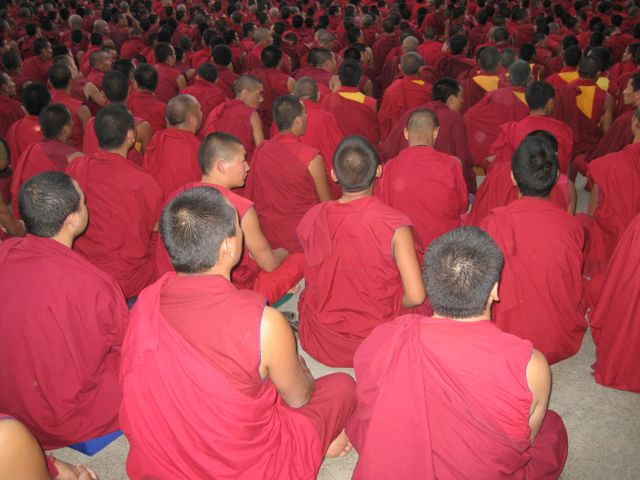
Monaci tibetani

Nel frattempo John, che eseguiva la linea vocale, espresse a George Martin la richiesta che la sua voce fosse come quella di veri monaci tibetani salmodianti. Per rendere la voce echeggiante, si ricorse a due effetti sonori di recentissima ideazione proprio dai tecnici EMI: l'ADT e il trattamento del segnale con il Leslie. Nuove tecniche di cattura delle sonorità coinvolsero anche Ringo: affinché la batteria assumesse un suono ipnotico, Geoff Emerick provvide a posizionare il microfono vicinissimo al tamburo e a imbottire la grancassa con un maglione in modo da ovattarne il timbro, suscitando l'entusiastica sorpresa di Ringo al riascolto dei nastri.
Lo straordinario risultato finale, però, venne in seguito deprezzato dallo stesso autore. John Lennon dichiarò la propria delusione e il rimpianto per non aver utilizzato un vero coro di monaci, come aveva in origine progettato.
Nel 1981 Phil Collins realizzò una cover di questo brano inserendola a chiusura del suo primo album solista Face Value a pochi mesi dalla scomparsa di John Lennon.

## Tracce

### Versione europea
Lato A
1. Taxman – 2:39 (Harrison)
2. Eleanor Rigby – 2:08 (Lennon-McCartney)
3. I'm Only Sleeping – 3:02 (Lennon-McCartney)
4. Love You To – 3:01 (Harrison)
5. Here, There and Everywhere – 2:26 (Lennon-McCartney)
6. Yellow Submarine – 2:40 (Lennon-McCartney)
7. She Said She Said – 2:39 (Lennon-McCartney)

Durata totale: 18:35
Lato B
1. Good Day Sunshine – 2:10 (Lennon-McCartney)
2. And Your Bird Can Sing – 2:02 (Lennon-McCartney)
3. For No One – 2:01 (Lennon-McCartney)
4. Doctor Robert – 2:15 (Lennon-McCartney)
5. I Want to Tell You – 2:30 (Harrison)
6. Got to Get You into My Life – 2:31 (Lennon-McCartney)
7. Tomorrow Never Knows – 2:57 (Lennon-McCartney)

Durata totale: 16:26

### Versione statunitense
1. Taxman – 2:39 (Harrison)
2. Eleanor Rigby – 2:08 (Lennon-McCartney)
3. Love You To – 3:01 (Harrison)
4. Here, There and Everywhere – 2:26 (Lennon-McCartney)
5. Yellow Submarine – 2:40 (Lennon-McCartney)
6. She Said She Said – 2:39 (Lennon-McCartney)
7. Good Day Sunshine – 2:10 (Lennon-McCartney)
8. For No One – 2:01 (Lennon-McCartney)
9. I Want to Tell You – 2:30 (Harrison)
10. Got to Get You into My Life – 2:31 (Lennon-McCartney)
11. Tomorrow Never Knows – 2:57 (Lennon-McCartney)

## Formazione
The Beatles
- John Lennon - voce, cori, chitarra ritmica, chitarra acustica in I'm Only Sleeping e Yellow Submarine, organo hammond in She Said She Said e Tomorrow Never Knows, armonium in Doctor Robert, tamburello su I Want To Tell You
- Paul McCartney - voce, cori, basso, chitarra ritmica, pianoforte, clavicordo in For No One, chitarra solista in Taxman
- George Harrison - chitarra solista, voce, cori, basso in She Said, She Said, sitar in Love You To, tamburello in Yellow Submarine
- Ringo Starr - batteria, percussioni, tamburello, maracas, voce in Yellow Submarine

Altri musicisti
- Anil Bhagwat - tabla in Love You To
- George Martin - pianoforte in Good Day Sunshine e Tomorrow Never Knows, organo in Got to Get You into My Life, cori
- Mal Evans - grancassa, cori in Yellow Submarine
- Tony Gilbert, Sidney Sax, John Sharpe, Jurgen Hess - violino in Eleanor Rigby
- Stephen Shingles, John Underwood - viola in Eleanor Rigby
- Derek Simpson, Norman Jones - violoncello in Eleanor Rigby
- Eddy Thornton, Ian Hamer, Les Condon - tromba in Got to Get You into My Life
- Alan Brascombe, Peter Coe - sassofono tenore a Got to Get You into My Life
- Alan Civil - corno francese in For No One
- Brian Jones, Marianne Faithfull, Pattie Boyd, Neil Aspinall, Geoff Emerick - cori in Yellow Submarine

Crediti
- George Martin - produttore
- Geoff Emerick - ingegnere del suono

## Classifiche
| Classifica (2021-22) | Posizione massima |
| -------------------- | ----------------- |
| Finlandia            | 18                |
| Grecia               | 6                 |
| Svizzera             | 4                 |

## Deluxe edition 2022
Il 28 ottobre 2022 è stata pubblicata un'edizione deluxe di Revolver in formato box set sia in vinile sia in CD che include un nuovo missaggio stereo dell'album ad opera di Giles Martin, con l'aiuto di una nuova tecnologia per la pulizia del suono sviluppata dalla WingNut Films di Peter Jackson, oltre al missaggio mono originale del 1966, estratti delle sessioni di registrazione in studio, demo, versioni alternative e un EP con nuovi missaggi del singolo Paperback Writer/Rain, registrati durante le sessioni di Revolver.

### Antefatto
Giles Martin, figlio di George Martin il produttore discografico dei Beatles, aveva in precedenza espresso interesse nel remixare gli album dei Beatles pre-Sgt. Pepper con una speciale tecnologia di "demixing" sviluppata negli Abbey Road Studios, ma voleva attendere fino a quando il software fosse stato sufficientemente avanzato per essere impiegato nel progetto. Parlando a Rolling Stone nel luglio 2021, Martin disse che il software era «migliorato considerevolmente» e che stava pensando di utilizzarlo per remixare dischi come Revolver o Rubber Soul.

### Deluxe Edition Bonus Tracks
CD 2 - Sessions
1. Tomorrow Never Knows (Take 1) - 3:32
2. Tomorrow Never Knows (Mono mix RM 11) - 3:05
3. Got To Get You Into My Life (First version) – Take 5 - 4:10
4. Got To Get You Into My Life (Second version) – Unnumbered mix – mono - 2:36
5. Got To Get You Into My Life (Second version) – Take 8 - 2:48
6. Love You To* (Take 1) – mono - 2:40
7. Love You To* (Unnumbered rehearsal) – mono - 1:35
8. Love You To* (Take 7) - 2:55
9. Paperback Writer (Takes 1 and 2) – Backing track – mono - 3:38
10. Rain (Take 5 – Actual speed) - 2:38
11. Rain (Take 5 – Slowed down for master tape) - 3:12
12. Doctor Robert (Take 7) - 2:59
13. And Your Bird Can Sing (First version) – Take 2 - 2:14
14. And Your Bird Can Sing (First version) – Take 2 (giggling) - 2:23

CD 3 - Sessions
1. And Your Bird Can Sing (Second version) – Take 5 - 2:20
2. Taxman* (Take 11) - 2:37
3. I'm Only Sleeping (Rehearsal fragment) – mono - 0:48
4. I'm Only Sleeping (Take 2) – mono - 2:28
5. I'm Only Sleeping (Take 5) – mono - 2:43
6. I'm Only Sleeping (Mono mix RM1) - 3:07
7. Eleanor Rigby (Speech before Take 2) - 2:11
8. Eleanor Rigby (Take 2) - 2:20
9. For No One (Take 10) – Backing track - 2:23
10. Yellow Submarine (Songwriting work tape – Part 1) – mono - 1:04
11. Yellow Submarine (Songwriting work tape – Part 2) – mono - 4:42
12. Yellow Submarine (Take 4 before sound effects) - 2:37
13. Yellow Submarine (Highlighted sound effects) - 3:03
14. I Want To Tell You* (Speech and Take 4) - 1:24
15. Here, There And Everywhere (Take 6) - 2:29
16. She Said She Said (John's demo) – mono - 1:10
17. She Said She Said (Take 15) – Backing track rehearsal - 3:24

CD 4 - Original mono mix
CD 5 - EP
1. Paperback Writer (New stereo mix) - 2:16
2. Rain (New stereo mix) - 3:01
3. Paperback Writer (Original mono mix remastered) - 2:23
4. Rain (Original mono mix remastered) - 3:01